# ハズブロ
ハズブロ（Hasbro, Inc.）は、アメリカ合衆国ロードアイランド州ポータケットに本拠を置く玩具メーカー。

## 概要
ハズブロー、ハスブロとも称される。マテル社に並びアメリカ第二位の世界規模の玩具メーカーである。多数の玩具会社を傘下に置く。
Making the World Smile（世界を笑顔にする）を企業メッセージに、ロゴマークは笑顔をモチーフとする。モノポリーなどのボードゲームとG.I.ジョーやトランスフォーマーといったアクションフィギュアなどのキャラクター玩具を主力商品とする。

## 沿革
- 1923年、ユダヤ系のヘンリー (Henry) とヒレル (Hillel) のハッセンフェルド (Hassenfeld) 兄弟がロードアイランド州内に文具会社を設立。Hassenfeld BrothersからHasbroと命名。
- 1940年、玩具の製造・販売に乗り出す。以降、創業者一族の経営により、多数の関連企業を傘下におさめる巨大グループに成長。
- 1953年、ハズブロ初のヒット玩具、Mr.ポテトヘッド発売。
- 1991年、ハズブロがトンカ及びその傘下のケナーを買収。
- 2001年、デジタルゲーム部門の子会社ハズブロ・インタラクティブ（英語版）（1995年設立）をフランスのインフォグラム社が買収。
- 2020年、2019新型コロナウイルス禍に際して他社と提携して医療従事者向けフェースシールドを製造[4]。

### 日本での展開
HASBROは「ハスブロ」の日本語表記が多いが、発音は「ハズブロー」が近いとされ1992年設立の日本法人は「ハズブロー」が採用された。後年トミーと業務提携時に「ハズブロを日本での公式な表記としてこれ以後統一する」の公式見解がビジネス誌などに掲載され、2018年に再び設立された日本法人は「ハズブロジャパン合同会社」である。
- 1964年、「MONOPOLY」の商標を登録する。
- 1992年、老舗玩具メーカーの株式会社野村トーイを買収の形で傘下に加え、社名をハズブロージャパン株式会社に変更して日本法人を設立。
- 1998年、株式会社トミー（現・タカラトミー）と業務提携契約を結ぶ。
- 2001年、株式会社タカラと包括的業務提携契約を結ぶ。
- 2013年、『マイリトルポニー〜トモダチは魔法〜』の日本展開に伴い、株式会社タカラトミーから株式会社ブシロードへ移行。
- 2018年2月、再び日本法人を設立してタカラトミーはハズブロ商品を終売する[7]。人生ゲームや元來旧タカラが国内で展開するトランスフォーマーなどの一部商品は、タカラトミーが引き続き販売を継続する。

## 主な商品
子会社商品、ライセンス生産、過去の商品も含む。並びは五十音順とアルファベット順。

### アタリ（二代目）
かつてのアタリ初代に対し、資産は共通だが別会社。

#### キャラクター商品
- マーベル・コミック関連商品
- G.I.ジョー
- スター・ウォーズ関連商品
- ゾイド
- WWEのプロレスラー関連商品
- とっとこハム太郎
- ポケットモンスター関連商品
- トランスフォーマー（タカラトミーと共同）
- ベイブレード
- パワーレンジャー（2019年 - 2023年）[8]
- バトルビーダマン
- クロスファイト ビーダマン
- 妖怪ウォッチ
- オーバーウォッチ
- ジュラシック・パーク関連商品
- マイリトルポニー
- Mr.ポテトヘッド（Mr. Potato Head）
- Cabbage Patch Kids（1989年 - 1994年）
- C.O.P.S. ’n’ Crooks

#### ボードゲーム
- 人生ゲーム
- モノポリー
- マスターマインド
- アクワイア

#### その他ゲーム
- ジェンガ
- ツイスター

#### その他
- Lincoln Logs：木製の棒を組み立てログハウスなどを作る玩具
- Lite-Brite：発光ボードにプラスチック製の小片を差し込み、光るデザインを描く玩具
- プレイドー（Play-Doh）：小麦粉でつくった安全な粘土
- スピログラフ：穴の開いたボードに歯車状のプレートをはめ込み、ペン先で回転させることによって幾何学図形を描く玩具
- ナーフ：スポンジ製の弾体を撃ち出す玩具銃シリーズ

### 野村トーイ時代

#### キャラクター商品（野村トーイ時代）
- ロンパールーム
- おてあてワンちゃんちちんぷいぷい
- うさちゃんかんごふさん
- くいしんぼうのペコポコ
- スーパーマリオシリーズ
- 熱血高校ドッジボール部
- ぴったしめんめん
- 宇宙ロマンシリーズ
  - 宇宙戦艦ヤマト2
  - 宇宙空母ブルーノア
  - 宇宙戦士バルディオス

#### その他ゲーム（野村トーイ時代）
- ブタミントン
- チクタクバンバン
- 真っ赤なウソ
- おむすび探偵団

#### 玩具（野村トーイ時代）
- カメレオンの舌
- うなぎ小僧つるべえ
- おさんぽダッキー - 事業を引き継いだタカラトミーから、しゃべるぬいぐるみ犬「おしゃべりダッキー」でネーミングが復活。ただし歩行はしない。
- おでかけワンワン
- くねくねむしむし
- コロポンゲーム バケツおじさん
- コマンドマックス
- ぶくぶくキッチン

## 関連会社
- コレコ
- DEL
- ハズブロ・エンターテインメント（英語版）
  - アストレー・ベイカー・デイヴィス（英語版）（70%）
  - ディスカバリーファミリー（40%）
- Galoob
- HasLab
- ハズブロゲーミング
  - アバロンヒル
- Hasbro Pulse
- Kenner Products
- Maisto
- Milton Bradley Company
- パーカー・ブラザーズ
- Playskool
- Selchow and Righter
- タイガー・エレクトロニクス
- トンカ
- ウィザーズ・オブ・ザ・コースト

### 日本の関連会社
- ミムコ - ハズブロージャパン（旧・野村トーイ）時代の商品企画販売の子会社。旧・野村トーイ時代の宇宙戦艦ヤマトの製品の再発売や、新規に宇宙戦艦ヤマト関連のフィギュアなどを発売。親会社の解散に伴い、単独の企業として存続した。